# 2604 Marshak
A 2604 Marshak (ideiglenes jelöléssel 1972 LD1) a Naprendszer kisbolygóövében található aszteroida. Tamara Mihajlovna Szmirnova fedezte fel 1972. június 13-án.